# Автодесантний корабель

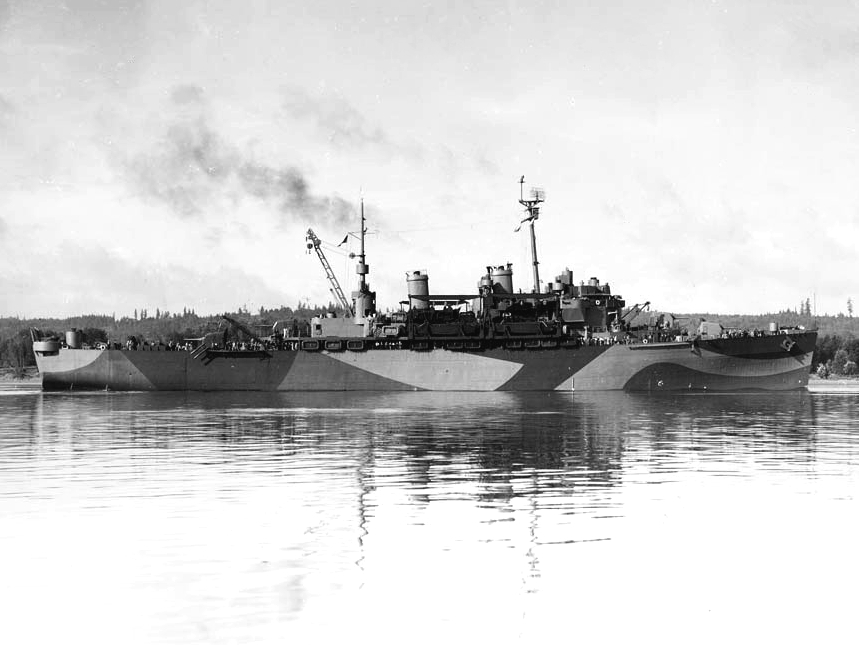
Автодесантний корабель USS Ozark (LSV-2), 16 серпня 1944

Автодесантні кораблі (англ. Landing Ship Vehicle, LSV) — тип десантних кораблів ВМС США, які застосовувались на Тихоокеанському театрі воєнних дій Другої світової війни та у В'єтнамській війні. Під час Другої Світової війни до складу флоту було включено шість кораблів цього типу, отриманих за рахунок перебудови п'яти мінних загороджувачів та транспорту. Після 1945 було побудовано ще три автодесантні кораблі, початково закладені як транспортні судна.